# Juliette Gasquet
Juliette Gasquet est une actrice française, née le 18 août 2006 à Milan (Lombardie).

## Biographie

### Jeunesse
Juliette Gasquet naît le 18 août 2006 à Milan, dans la région de Lombardie, en Italie. Elle a deux petites sœurs. Elle rêve de devenir actrice lorsqu'elle découvre Les Malheurs de Sophie à l'âge de huit ans.

### Carrière
Juliette Gasquet commence sa carrière, à l'âge de douze ans, au Théâtre Tristan-Bernard, dans la pièce La vie trépidante de Brigitte Tornade, mise en scène par Eléonore Joncquez, puis intègre une formation au Cours Florent.
Après plusieurs petits rôles, elle se fait connaître, en 2025, auprès du grand public avec le film On ira d'Enya Baroux, où elle tient un rôle principal. Rôle qui lui vaut le Prix d'interprétation féminine au Festival international du film de comédie de l'Alpe d'Huez, ex-æquo avec sa partenaire Hélène Vincent, dans la même année.

## Théâtre
- 2019–2020 : La Vie trépidante de Brigitte Tornade de Camille Kohler, mise en scène par Eléonore Joncquez : Clémentine

## Filmographie

### Cinéma

#### Longs métrages
- 2023 : Antigang, la relève de Benjamin Rocher : la copine d'école
- 2023 : Le Consentement de Vanessa Filho : Cécile
- 2025 : On ira d'Enya Baroux : Anna
- 2026 : Qui brille au combat de Joséphine Japy

### Télévision

#### Téléfilm
- 2024 : Dans 5 ans de Léa Rouaud : Juliette

#### Séries télévisées
- 2022 : Jeune et Golri : Roro
- 2024 : Fiasco : Gabrielle
- 2025 : Ça, c'est Paris ! : Anaé (saison 1, épisodes 3, 5 et 6)
- 2025 : Fleur Bleue : Fleur, adolescente (saison 2, épisode 4)

## Distinctions

### Récompense
- Festival de l'Alpe d'Huez 2025 : Prix d'interprétation féminine pour On ira ; ex-æquo avec Hélène Vincent
- Festival du Film de Cabourg 2025: Prix Premier Rendez-Vous féminin pour On ira d'Enya Baroux